# Mariusz Rytkowski
Mariusz Rytkowski (Mińsk Mazowiecki, 26 de julio de 1976) es un deportista polaco que compitió en halterofilia. Ganó una medalla de plata en el Campeonato Europeo de Halterofilia de 2002, en la categoría de 85 kg.

## Palmarés internacional
| Campeonato Europeo | Campeonato Europeo | Campeonato Europeo | Campeonato Europeo |
| Año                | Lugar              | Medalla            | Categoría          |
| ------------------ | ------------------ | ------------------ | ------------------ |
| 2002               | Antalya (Turquía)  | Medalla de plata   | 85 kg              |